# Úbeda
Úbeda is een gemeente in de Spaanse provincie Jaén in de regio Andalusië met een oppervlakte van 404 km2. In 2001 telde Úbeda 32.926 inwoners.
De historische monumenten in Úbeda staan samen met die van Baeza op de werelderfgoedlijst.
Úbeda was ook de geboorte- en overlijdensplaats van Francisco de los Cobos (ca. 1477-1547), een zeer invloedrijke hoge ambtenaar uit de Spaanse regering van keizer Karel V (Karel I van Spanje).

## Geboren in Úbeda
- Samuel Halevi (ca. 1320-1360), penningmeester van koning Peter I van Castilië
- Francisco de los Cobos (ca. 1477-1547), hoge ambtenaar van de regering van keizer Karel V
- Joaquín Sabina (1949), zanger, songwriter en dichter
- Antonio Muñoz Molina (1956), schrijver

## Demografische ontwikkeling
Bron: INE; 1857-2011: volkstellingen
- Biblioteca Nacional de España: XX140662
- Gemeinsame Normdatei: 4367949-3
- Library of Congress Control Number: n81003098
- MusicBrainz: 5818d8d6-9f8c-4665-afab-d94174a9c5cd
- Nationale Bibliotheek van Tsjechië: ge131752
- Nationale Bibliotheek van Israël: 987007566726205171
- Virtual International Authority File: 138379394
- WorldCat: E39PBJymwHbTj6VxqHBm6FbfMP

Alhambra, Generalife en Albaicín, Granada ·
Kathedraal van Burgos ·
Historisch centrum van Córdoba ·
Klooster en plaats van het Escorial, Madrid ·
Werken van Gaudí ·
Grot van Altamira en de paleolithische grotkunst van Noord-Spanje ·
Monumenten van Oviedo en het koninkrijk Asturië ·
Oude stad Ávila met de Kerken-buiten-de-Muren ·
Oude stad Segovia en aquaduct ·
Santiago de Compostella (oude stad) ·
Nationaal park Garajonay ·
Historische stad Toledo ·
Mudéjararchitectuur van Aragón ·
Oude stad Cáceres ·
Kathedraal, Alcázar en Archivo General de Indias in Sevilla ·
Oude stad Salamanca ·
Klooster van Poblet ·
Archeologisch ensemble van Mérida ·
Pelgrimsroute naar Santiago de Compostella ·
Koninklijk klooster van Santa Maria de Guadalupe ·
Nationaal park Doñana ·
Historische ommuurde stad Cuenca ·
La Lonja de la Seda van Valencia ·
Las Médulas ·
Palau de la Música Catalana en Hospital de Sant Pau, Barcelona ·
Monte Perdido ·
Kloosters van San Millán Yuso en Suso ·
Prehistorische rotskunst in de Coa Vallei en de Siega Verde ·
Rotskunst van het Middellandse Zeebekken op het Iberisch Schiereiland ·
Universiteit en historische parochie van Alcalá de Henares ·
Ibiza, biodiversiteit en cultuur ·
San Cristóbal de La Laguna ·
Archeologisch ensemble van Tarraco ·
Archeologisch Atapuerca ·
Catalaanse romaanse kerken van de Vall de Boí ·
Palmeral van Elche ·
Romeinse muur van Lugo ·
Cultuurlandschap van Aranjuez ·
Monumentale renaissance-ensembles van Úbeda en Baeza ·
Vizcayabrug ·
Oude en voorhistorische beukenbossen van de Karpaten en andere regio's van Europa ·
Nationaal park El Teide ·
Herculestoren ·
Cultuurlandschap van de Serra de Tramuntana ·
Erfgoed van kwik. Almadén en Idrija ·
Dolmens van Antequera ·
Kalifaatstad Medina Azahara ·
Cultuurlandschap van de Risco Caído en de heilige bergen van Gran Canaria  ·
Paseo del Prado en Parque del Buen Retiro, een landschap van kunst en wetenschap